# Drasteria kabylaria
Drasteria kabylaria là một loài bướm đêm thuộc họ Erebidae. Nó được tìm thấy ở miền tây và khu vực miền trung of the Sahara, tới bán đảo Arabian, Jordan, Sinai, phía nam đến Oman.
Có hai lứa trưởng thành một năm. Con trưởng thành bay vào từ tháng 3 đến tháng 5 và tháng 10 đến tháng 11.
Ấu trùng có thể ăn các loài Tamarix.